# Maria Mokrzycka
Maria Mokrzycka (anche conosciuta in Italia come Maria Moscisca; Leopoli, 25 marzo 1882 – Skolimów-Konstancin, 15 maggio 1971) è stata un soprano ucraina.
Studiò canto al Conservatorio di Leopoli sotto Valery Wysocki. Debuttò nel 1905 al Teatro dell'Opera di Leopoli e, due anni dopo, fu assunta dal Teatro dell'Opera di Varsavia. Dal 1909 al 1916, si esibì anche in Italia, Spagna e Stati Uniti d'America.
Si ritirò nel 1931, dedicandosi successivamente all'insegnamento presso la Fryderyk Chopin University of Music.